# 황해도 (일제강점기)

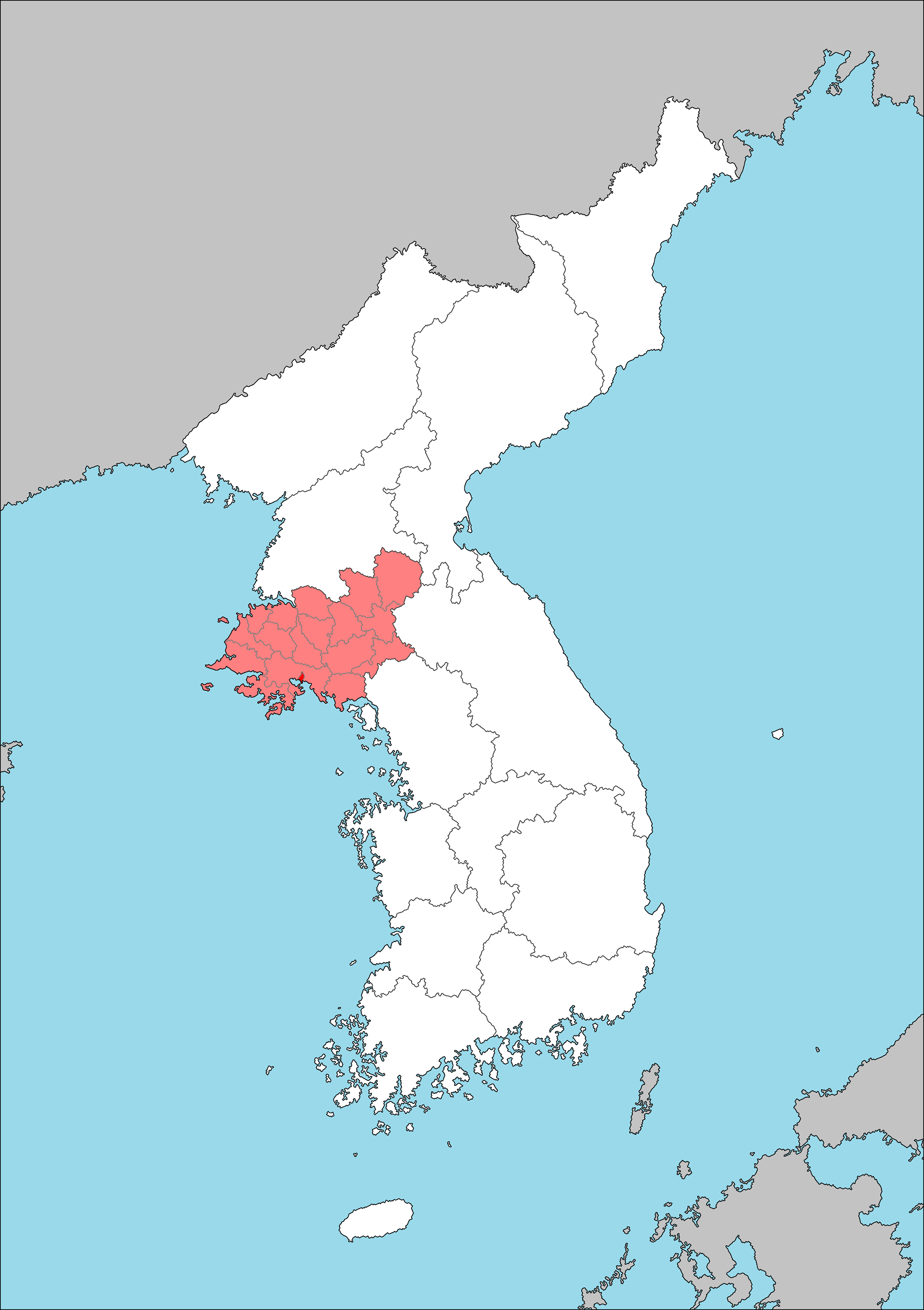
1945년의 황해도.

황해도(黃海道, 일본어: 黄海道, こうかいどう 고카이도[*])는 일제강점기였던 1910년부터 1945년까지 존재했던 행정 구역 가운데 하나로 도청 소재지는 해주부이며 면적은 16,737.66km2(1940년 당시 기준), 인구는 2,014,931명(1944년 당시 기준), 인구 밀도는 120.4명/km2이다. 현재의 조선민주주의인민공화국의 황해북도와 황해남도의 전체 지역, 대한민국의 인천광역시의 일부 지역에 걸쳐 있었으며 걸쳐 있었으며 1개 부, 17개 군을 관할했다.

## 인구
| 연도   | 인구        | 인구 그래프 | 비고 |
| ------ | ----------- | ----------- | ---- |
| 1925년 | 1,461,879명 |             |      |
| 1930년 | 1,523,523명 |             |      |
| 1935년 | 1,674,214명 |             |      |
| 1940년 | 1,812,933명 |             |      |
| 1944년 | 2,014,931명 |             |      |

1944년(쇼와 19년)에 실시된 인구 조사에서는 다음과 같은 인구가 분포했다.
- 전체 인구: 2,014,931명
  - 일본인: 25,095명
  - 조선인: 1,986,126명
  - 그 외의 민족: 3,710명

## 행정 구역
행정 구역은 1945년(쇼와 20년) 당시를 기준으로 한다.

### 부
- 해주부 (海州府, 가이슈부)

### 군
- 벽성군 (碧城郡, 헤키조군)
  - 영천면(泳泉面), 금산면(錦山面), 동운면(東雲面), 추화면(秋花面), 내성면(來城面), 일신면(日新面), 청룡면(靑龍面), 동강면(東江面), 송림면(松林面), 해남면(海南面), 서석면(西席面), 가좌면(茄佐面), 월록면(月祿面), 대차면(代車面), 장곡면(壯谷面), 운산면(雲山面), 검단면(檢丹面), 미율면(彌栗面), 고산면(高山面), 나덕면(羅德面)
- 연백군 (延白郡, 엔하쿠군)
  - 연안읍(延安邑), 호동면(湖東面), 호남면(湖南面), 해성면(海城面), 송봉면(松逢面), 봉서면(鳳西面), 해룡면(海龍面), 용도면(龍道面), 괘궁면(掛弓面), 목단면(牧丹面), 금산면(金山面), 화성면(花城面), 은천면(銀川面), 운산면(雲山面), 유곡면(柳谷面), 해월면(海月面), 온정면(溫井面), 도촌면(道村面), 석산면(石山面), 봉북면(鳳北面)
- 금천군 (金川郡, 긴센군)
  - 금천면(金川面), 고동면(古東面), 서북면(西北面), 산외면(山外面), 백마면(白馬面), 호현면(好賢面), 동화면(冬火面), 좌면(左面), 서천면(西泉面), 외류면(外柳面), 토산면(兎山面), 합탄면(合灘面), 구이면(口耳面), 현내면(縣內面)
- 평산군 (平山郡, 헤이산군)
  - 남천읍(南川邑), 평산면(平山面), 금암면(金岩面), 서봉면(西峰面), 고지면(古之面), 세곡면(細谷面), 적암면(積岩面), 마산면(馬山面), 용산면(龍山面), 신암면(新岩面), 인산면(麟山面), 상월면(上月面), 문무면(文武面), 안성면(安城面)
- 신계군 (新溪郡, 신케이군)
  - 신계면(新溪面), 고면(古面), 다면(多面), 미수면(美水面), 율면(栗面), 마서면(麻西面), 적여면(赤餘面), 사지면(沙芝面), 촌면(村面)
- 옹진군 (甕津郡, 오신군)
  - 옹진읍(甕津邑), 부민면(富民面), 용연면(龍淵面), 흥미면(興嵋面), 동남면(東南面), 북면(北面), 가천면(茄川面), 문정면(文井面), 서면(西面), 용천면(龍泉面)
- 장연군 (長淵郡, 조엔군)
  - 장연읍(長淵邑), 낙도면(樂道面), 목감면(牧甘面), 속달면(速達面), 후남면(候南面), 대구면(大救面), 백령면(白翎面), 해안면(海安面), 용연면(龍淵面), 신화면(薪花面), 순택면(蓴澤面)
- 송화군 (松禾郡, 쇼카군)
  - 송화면(松禾面), 연방면(蓮芳面), 봉래면(蓬萊面), 장양면(長陽面), 도원면(桃源面), 연정면(蓮井面), 율리면(栗里面), 운유면(雲遊面), 풍해면(豊海面), 진풍면(眞風面), 천동면(泉洞面), 상리면(上里面), 하리면(下里面)
- 은율군 (殷栗郡, 인리쓰군)
  - 은율면(殷栗面), 일도면(一道面), 남부면(南部面), 서부면(西部面), 북부면(北部面), 이도면(二道面), 장련면(長連面)
- 안악군 (安岳郡, 안가쿠군)
  - 안악읍(安岳邑), 대원면(大遠面), 용순면(龍順面), 은홍면(銀紅面), 대행면(大杏面), 서하면(西河面), 안곡면(安谷面), 용문면(龍門面), 문산면(文山面)
- 신천군 (信川郡, 신센군)
  - 신천읍(信川邑), 온천면(溫泉面), 가련면(加蓮面), 두라면(斗羅面), 남부면(南部面), 용문면(龍門面), 문화면(文化面), 궁흥면(弓興面), 초리면(草里面), 문무면(文武面), 용진면(用珍面), 산천면(山川面), 노월면(蘆月面), 북부면(北部面), 가산면(加山面)
- 재령군 (載寧郡, 사이네이군)
  - 재령읍(載寧邑), 삼강면(三江面), 은룡면(銀龍面), 상성면(上聖面), 하성면(下聖面), 신원면(新院面), 장수면(長壽面), 청천면(淸川面), 서호면(西湖面), 남율면(南栗面), 북율면(北栗面)
- 황주군 (黃州郡, 고슈군)
  - 황주읍(黃州邑), 겸이포읍(兼二浦邑), 인교면(仁橋面), 구락면(龜洛面), 도치면(都峙面), 주남면(州南面), 청룡면(靑龍面), 삼전면(三田面), 영풍면(永豊面), 구성면(九聖面), 청수면(淸水面), 흑교면(黑橋面), 천주면(天柱面)
- 봉산군 (鳳山郡, 호산군)
  - 사리원읍(沙里院邑), 동선면(洞仙面), 토성면(土城面), 산수면(山水面), 구연면(龜淵面), 덕재면(德在面), 쌍산면(雙山面), 기천면(岐川面), 초와면(楚臥面), 문정면(文井面), 서종면(西鍾面), 영천면(靈泉面), 만천면(萬泉面), 사인면(舍人面)
- 서흥군 (瑞興郡, 스이쿄군)
  - 신막읍(新幕邑), 서흥면(瑞興面), 매양면(梅陽面), 용평면(龍坪面), 내덕면(內德面), 목감면(木甘面), 소사면(所沙面), 세평면(細坪面), 도면(道面), 구포면(九圃面), 율리면(栗里面)
- 수안군 (遂安郡, 스이안군)
  - 수안면(遂安面), 오동면(梧洞面), 천곡면(泉谷面), 대평면(大坪面), 성동면(城洞面), 율계면(栗界面), 대천면(大千面), 연암면(延岩面), 공포면(公浦面), 도소면(道所面), 수구면(水口面)
- 곡산군 (谷山郡, 고쿠산군)
  - 곡산면(谷山面), 운중면(雲中面), 동촌면(東村面), 도화면(桃花面), 서촌면(西村面), 화촌면(花村面), 봉명면(鳳鳴面), 상도면(上圖面), 하도면(下圖面), 이령면(伊寧面), 멱미면(覓美面), 청계면(淸溪面)

## 역대 도지사
| 호적   | 이름              | 한자 표기   | 재임 기간                          | 비고                            |
| ------ | ----------------- | ----------- | ---------------------------------- | ------------------------------- |
| 조선인 | 조희문            | 趙羲聞      | 1910년 10월 1일 - 1918년 9월 23일  | 황해도 장관                     |
| 조선인 | 신응희            | 申應熙      | 1918년 9월 23일 - 1921년 2월 12일  | 장관, 1919년 8월부터 황해도지사 |
| 조선인 | 박중양            | 朴重陽      | 1921년 2월 12일 - 1923년 2월 24일  |                                 |
| 내지인 | 이이오 도지로     | 飯尾 藤次郎 | 1923년 2월 24일 - 1924년 12월 1일  |                                 |
| 내지인 | 야나베 에이자부로 | 矢鍋 永三郎 | 1924년 12월 1일 - 1925년 8월 11일  |                                 |
| 내지인 | 이마무라 다케시   | 今村 武志   | 1925년 8월 11일 - 1928년 3월 29일  |                                 |
| 조선인 | 박상준            | 朴相駿      | 1928년 3월 29일 - 1929년 11월 28일 |                                 |
| 조선인 | 한규복            | 韓圭復      | 1929년 11월 28일 - 1933년 4월 7일  |                                 |
| 조선인 | 정교원            | 鄭僑源      | 1933년 4월 7일 - 1937년 2월 20일   |                                 |
| 조선인 | 강필성            | 姜弼成      | 1937년 2월 20일 - 1939년 12월 21일 |                                 |
| 조선인 | 가네무라 야스오   | 金村 泰男   | 1939년 12월 28일 - 1942년 1월 24일 | 김병태(金秉泰)에서 개명         |
| 조선인 | 야마키 후미노리   | 山木 文憲   | 1942년 1월 24일 - 1942년 10월 23일 | 송문헌(宋文憲)에서 개명         |
| 내지인 | 우스이 주헤이     | 碓井 忠平   | 1942년 10월 23일 - 1944년 8월 17일 |                                 |
| 내지인 | 미네 고로         | 美根 五郎   | 1944년 8월 17일 - 1944년 12월 21일 |                                 |
| 내지인 | 야기 노부오       | 八木 信雄   | 1944년 12월 21일 - 1945년 5월 2일  |                                 |
| 내지인 | 쓰쓰이 다케오     | 筒井 竹雄   | 1945년 5월 2일 - 1945년 8월 15일   | 광복                            |

## 같이 보기
- 황해도 (대한민국)
- 한국의 행정 구역